# کمیلیا جبران
کمیلیا جبران (انگلیسی: Kamilya Jubran؛ زادهٔ ۱۸ سپتامبر ۱۹۶۲) خواننده، ترانه‌سرا و موسیقی‌دان فلسطینی است.

## اوایل زندگی
کمیلیا جبران در سال ۱۹۶۲ از پدر و مادر فلسطینی در عکا به دنیا آمد. پدرش، الیاس، آموزگار موسیقی و سازندهٔ سازهای سنتی فلسطینی همچون عود است. برادرش خالد نیز موسیقی‌دان است. جبران و خانواده‌اش در دربارهٔ تارها، مستندی دربارهٔ تفاوت نسل‌ها و هویت فرهنگی در اسرائیل، حضور داشتند.
در سال ۱۹۸۱ او به اورشلیم مهاجرت کرد تا در دانشگاه عبری اورشلیم مددکاری اجتماعی بخواند. همان‌جا بود که جبران هویت، تاریخ، و میراثش را کشف کرد. پس از آشنایی با سعید مراد، بنیان‌گذار گروه موسیقی صابرین، جبران در سال ۱۹۸۲ (۲ سال پس از تأسیس آن) به گروه پیوست و تنها عضو فلسطینی گروه شد که در اسرائیل به دنیا آمده‌است. در سال ۲۰۰۲ او به اروپا مهاجرت کرد.

## فعالیت حرفه‌ای
جبران علاوه بر سازهای دیگر عود و قانون می‌نوازد. در فاصلهٔ سال‌های ۱۹۸۲ تا ۲۰۰۲، او خوانندهٔ اصلی صابرین، یک گروه موسیقی عربی در بیت‌المقدس شرقی، بود. از سال ۲۰۰۲، او به صورت خوانندهٔ تک یا با همراهی طیفی از موسیقی‌دانان اروپایی از جمله وِرنِر هِسلر تورهایی را برگذاری کرده‌است. در سال ۲۰۱۳، او در کنار تام مورلو و جولین آسانژ به عنوان هنرمند مهمان در تک آهنگ کایه ۱۳ با عنوان Multi Viral حضور داشت.

## ترانه‌شناسی

### آلبوم‌ها
| سال نشر | عنوان عربی | عنوان انگلیسی | ناشر                           | توضیح                | منابع  |
| ------- | ---------- | ------------- | ------------------------------ | -------------------- | ------ |
| ۲۰۰۶    | ومیض       | Wameedd       | Kamilya Jubran & Werner Hasler | با همکاری ورنر هسلر  | [ ۷ ]  |
| ۲۰۰۹    | مکان       | Makan         | Zig-Zag Territoires            |                      | [ ۸ ]  |
| ۲۰۱۰    | وَنَبنی      | Wanabni       | Zig-Zag Territoires            | با همکاری ورنر هسلر  | [ ۹ ]  |
| ۲۰۱۲    | نول        | Nhaoul'       | Accords Croisés                |                      | [ ۱۰ ] |
| ۲۰۱۷    | حبکه       | Habka         | Abalone Productions            | با همکاری سارا مِرسیا | [ ۱۱ ] |